# Бабич Павло Петрович
Павло́ Петро́вич Ба́бич (нар. 14 травня 1986 — пом. 21 серпня 2022) — український військовий льотчик, підполковник, учасник російсько-української війни.

## Біографія
Народився 14 травня 1986 року. Син військовослужбовця. Переступивши поріг рідної гімназії у 2001 році продовжив навчання у Чернігівському військовому ліцеї з посиленою військово-фізичною підготовкою. По завершенню навчання у ліцеї успішно вступив у Харківський національний університет Повітряних сил імені Івана Кожедуба. Близько 5 років прослужив у 39 БрТА, а до того служив у іншій льотній бригаді. Залишилась дружина і батьки.

## Нагороди і вщанування
- Почесне звання «Честь і гордість Новогуйвинської громади» (посмертно)[2]
- військові відзнаки